# Острів Гарріс
О́стрів Га́рріс (шотл. гел. Na Hearadh) (англ. Isle of Harris) — південна частина острова Льюїс та Гарріс в Архіпелазі Зовнішніх Гебридів, входить до складу адміністративної одиниці Західні острови (Na h-Eileanan Siar).
Площа Гарріса — 401 км², острів горбистий. Найвища вершина — гора Клісгам, 799 м над рівнем моря.
Перешийок з'єднує регіони «Північний Гарріс» та «Південний Гарріс».
Станом на 2001 р. населення острова становило 1 984 особу. Головне містечко острова — Тарберт.
На острові немає мостів, пороми перевозять пасажирів до решти островів.

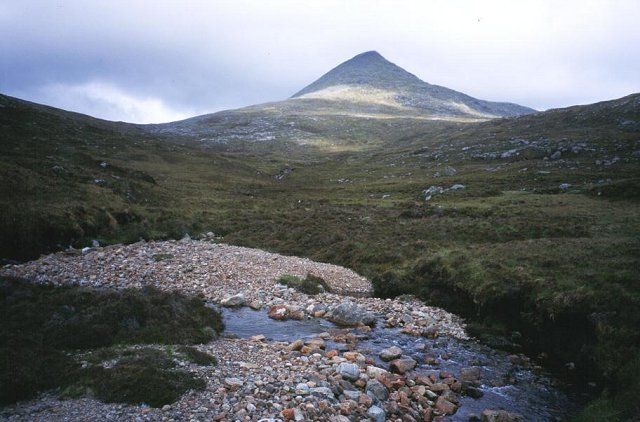
Гора Клісгам

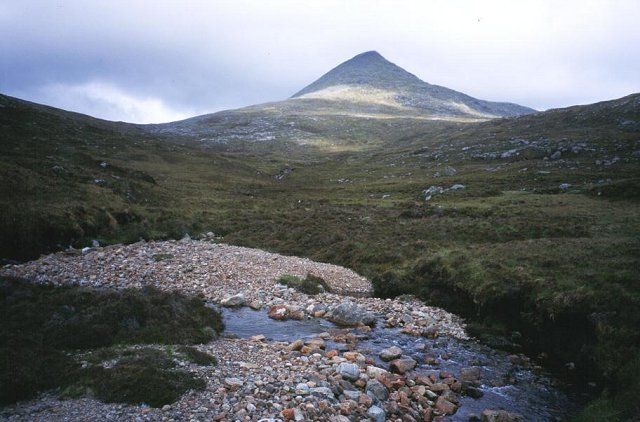
Гора Клісгам